# Gobierno de la provincia de Córdoba
El gobierno de la provincia de Córdoba hace referencia al poder ejecutivo de esta provincia argentina. El gobernador de la provincia de Córdoba se elige cada cuatro años en comicios libres, secretos y obligatorios, con posibilidad de una sola reelección.

## Reglamentaciones constitucionales
El poder ejecutivo provincial es ejercido por un ciudadano con el tratamiento de "Señor Gobernador". El gobernador y vicegobernador son elegidos por un período de cuatro años, permitiéndose la reelección por un solo período consecutivo. Los requisitos que deben cumplir para presentarse al cargo son:
1. Tener al menos treinta años de edad.
2. Ser argentino nativo o por opción.
3. Tener residencia en la Provincia durante los cuatro años anteriores inmediatos a la elección, salvo caso de ausencia motivada por servicios a la Nación o a la Provincia, o en organismos internacionales de los que la Nación forma parte.

El gobernador es el jefe del estado provincial, teniendo a su cargo la administración del mismo y la dirección y ejecución de las leyes. Puede nombrar ministros, en el número y competencias que determine la ley.
El vicegobernador preside la legislatura de la provincia y es el encargado de reemplazar al gobernador en caso de acefalía.

## Casa de gobierno
En 1958, el poder ejecutivo de la provincia de Córdoba se instaló en la Casa de las Tejas, ubicada en cercanías del campus de la Universidad Nacional de Córdoba. Se trataba de un edificio con techo a dos aguas de tejas rojas, que se había construido para alojar un Hogar de Ancianos de la Fundación Eva Perón. 

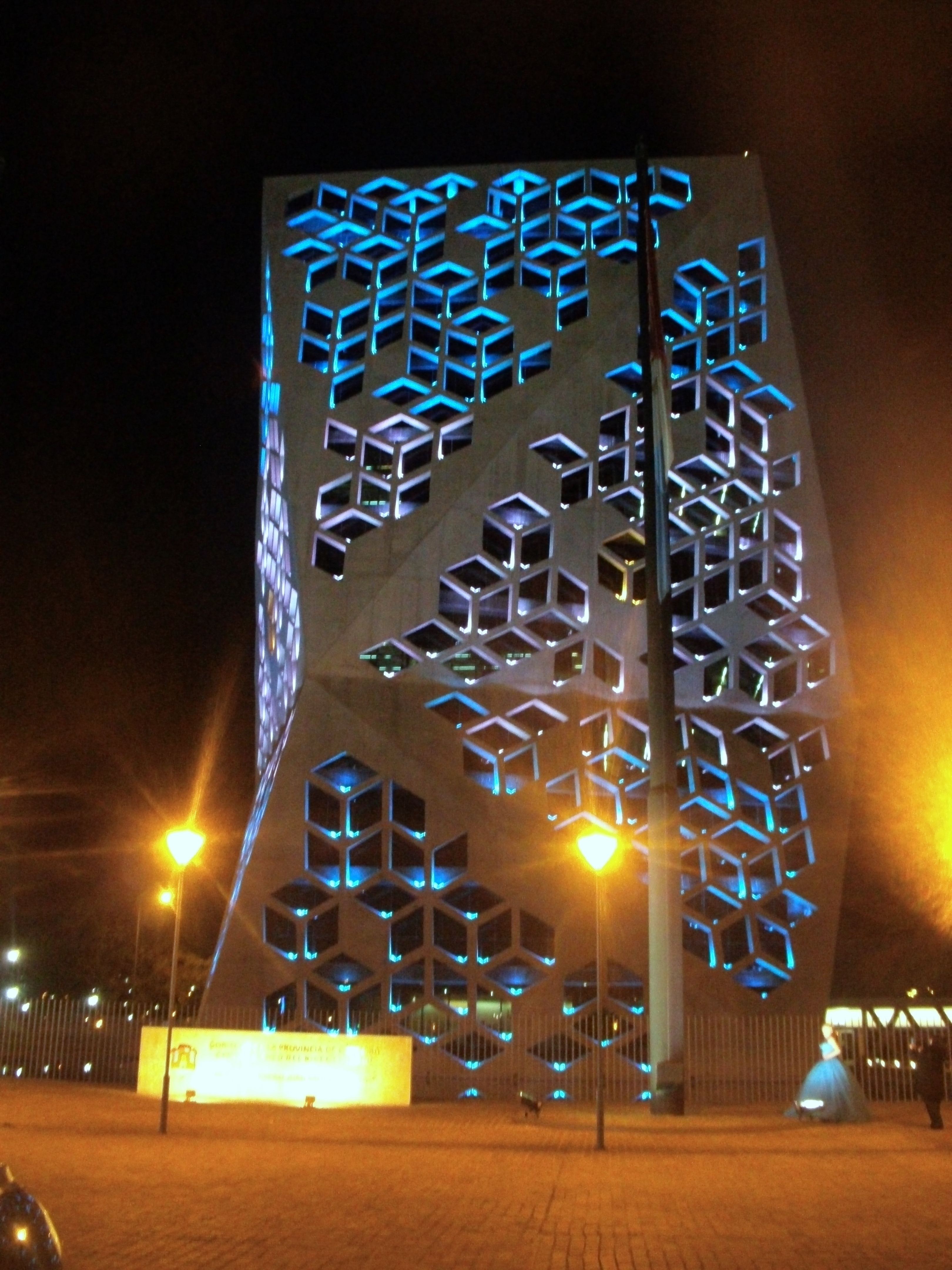
El Centro Cívico de Córdoba donde ejerce sus funciones el poder ejecutivo provincial.

Durante décadas existieron proyectos para trasladar la sede del gobierno pero no llegaron a realizarse hasta el mandato de Juan Schiaretti. Las obras de la primera etapa comenzaron en julio de 2010 y avanzaron a un ritmo veloz en tres turnos. A mediados de noviembre de 2011, comenzó la mudanza de las oficinas gubernamentales al nuevo sitio, que fue inaugurado al público el 20 de noviembre, mientras la torre principal ya recibía el apodo popular de "el panal", por su aspecto llamativo con perforaciones geométricas. El gobernador Schiaretti inauguró oficialmente el edificio el siguiente 3 de diciembre.
En enero de 2011 se demolió la antigua casa de gobierno provincial para dar lugar a un parque, lo cual generó controversia en la opinión pública al tratarse de un edificio histórico protegido por leyes nacionales y provinciales.

## Autoridades actuales

### Gobernador
- Martín Llaryora

### Vicegobernador
- Myrian Prunotto